# Gran Bretagna ai I Giochi olimpici invernali
La Gran Bretagna partecipò ai I Giochi olimpici invernali, svoltisi a Chamonix dal 25 gennaio al 5 febbraio 1924, aggiudicandosi 1 medaglia d'oro, 1 medaglia d'argento e 2 medaglie di bronzo.

## Medagliere

### Per discipline
| Sport                 | Oro | Argento | Bronzo | Totale |
| --------------------- | --- | ------- | ------ | ------ |
| Curling               | 1   | 0       | 0      | 1      |
| Bob                   | 0   | 1       | 0      | 1      |
| Pattinaggio di figura | 0   | 0       | 1      | 1      |
| Hockey su ghiaccio    | 0   | 0       | 1      | 1      |
| Totale                | 1   | 1       | 2      | 4      |

### Medaglie
| Medaglia | Atleta | Sport                 | Evento                          |
| -------- | --- | --------------------- | ------------------------------- |
| Oro      | Thomas Murray William K. Jackson D. G. Astley William Brown John McLeod Robin Welsh John Robertson Aikman R. Cousin T.B. Murray | Curling               | -                               |
| Argento  | Ralph Broome Terence Arnold Alexander Richardson Rodney Soher                                                                   | Bob                   | Bob a quattro maschile          |
| Bronzo   | Gran Bretagna | Hockey su ghiaccio    | -                               |
| Bronzo   | Ethel Muckelt | Pattinaggio di figura | Pattinaggio di figura femminile |